# Gámedes
Gámedes (en griego antiguo: Γαμέδες) fue un alfarero beocio, activo en el segundo cuarto del siglo VI a. C.
Firmó dos veces un enócoe encontrado en Tanagra, actualmente en París, Louvre MNB 501, con su firma pintada ΓΑΜΕΔΕΣ ΕΠΟΕΣΕ. En un aríbalo de Tespias, actualmente en Londres, Museo Británico A 189 (1873.2-8.2), está incisa la misma firma. En particular, el elegante enócoe, probablemente realizado bajo la influencia corintia, fue el modelo de otros vasos beocios posteriores; algunas de estas piezas pueden haber sido realizadas en el taller del propio Gámedes. La decoración del enócoe del Louvre se atribuye al Pintor de Gámedes, a quien puede atribuirse otro vaso. Se discute si el alfarero y el pintor eran la misma persona. El aríbalo de Londres no está pintado. Gámedes es uno de los pocos alfareros beocios que firmaron sus obras. 